# Alliance centriste
Alliance centriste (AC), česky Centristická aliance, je francouzská politická strana, vzniklá 27. června 2009. Strana navazuje na spolek Rassembler les centristes, který založil v roce 2008 senátor Jean Arthuis s cílem sjednotit všechny centristické síly (MoDem, NC, PR atd.).
Centristická aliance se hlásí k humanistickým, sociálním, liberálním a evropským hodnotám.